# DKW RT 175
Die DKW RT 175 war ein Motorrad der Auto Union GmbH. Neben anderen Motorrädern der Marke DKW baute das Unternehmen zwischen 1953 und 1958 in Ingolstadt drei RT-Modelle mit 175 cm³, auf die die Typbezeichnung hindeutet.
Die Abkürzung RT in Verbindung mit dem Markennamen DKW steht für Reichstyp und verweist auf die Verwandtschaft mit den Vorkriegsmotorrädern DKW RT 100 und DKW RT 125. Nach dem Krieg wurden zunächst die RT 125, RT 200 und RT 250, dann zusätzlich die RT 175 und das Zweizylinder-Modell RT 350 hergestellt.

## DKW RT 175

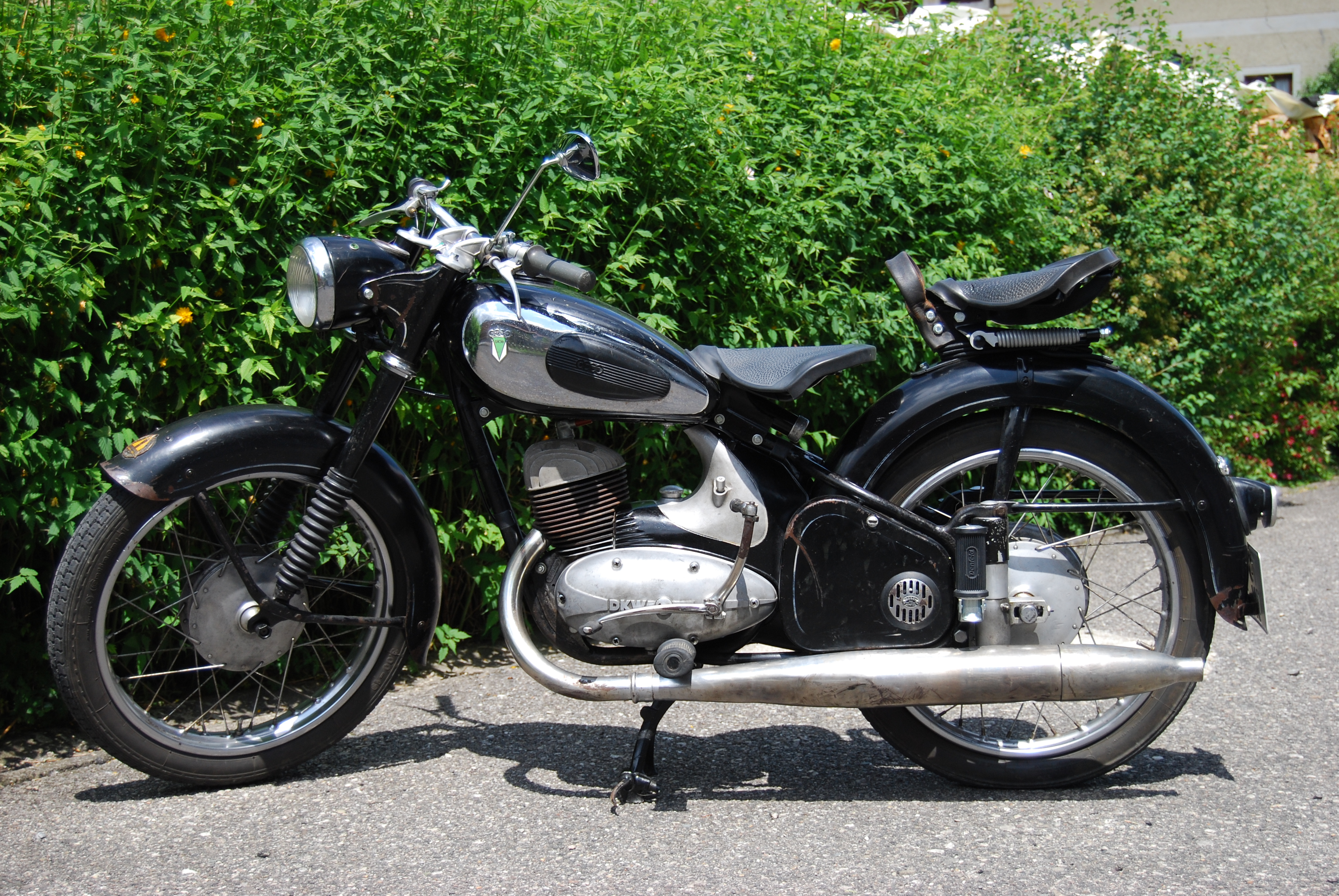
DKW RT 175 (1954), hier in der ersten Ausführung

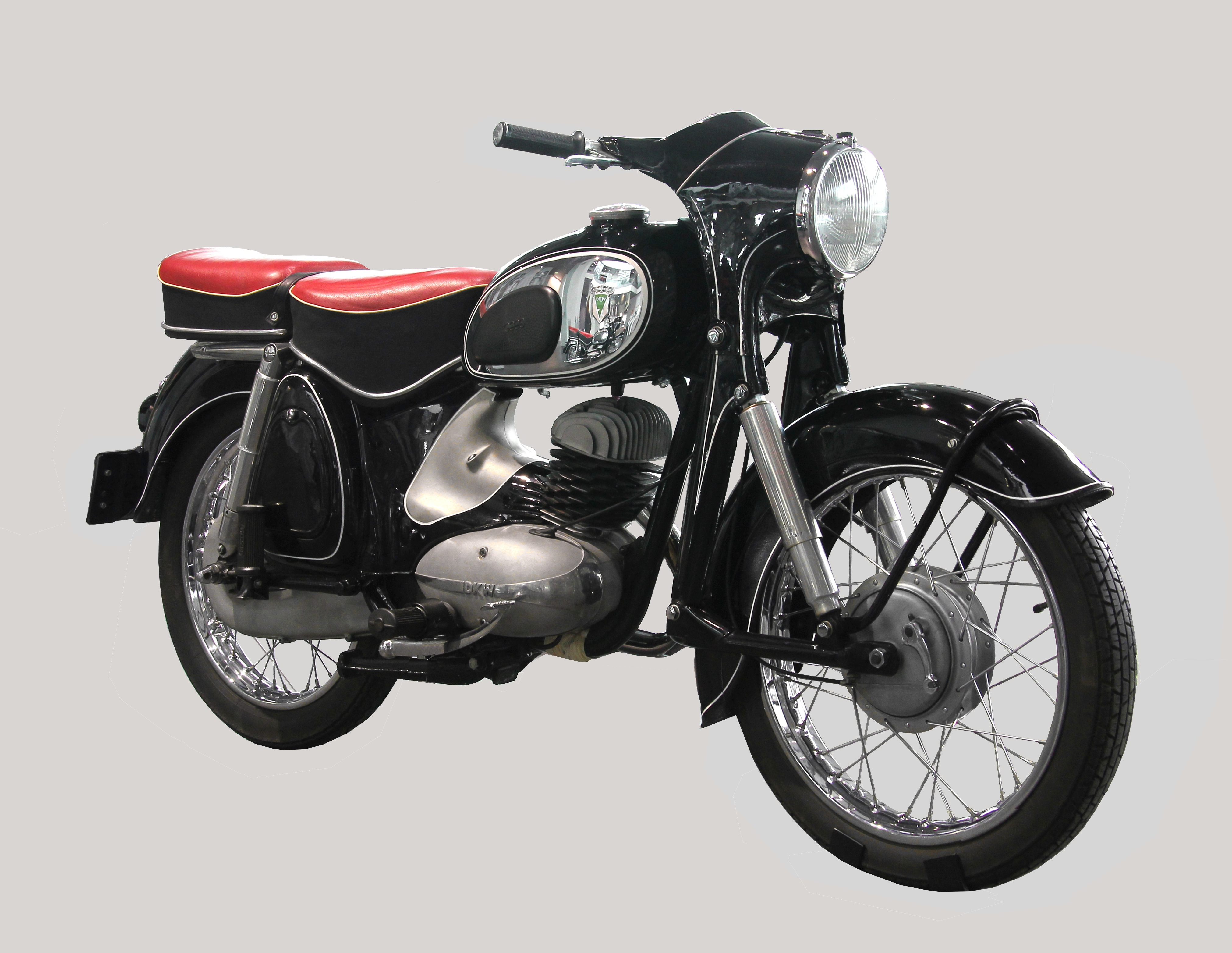
DKW RT 175 VS (1957) mit dem in der Fachpresse „Stachelschwein“ genannten Zylinder

Im Herbst 1953 stellte die Auto Union die RT 175 auf der Internationalen Motorradausstellung in Frankfurt am Main vor, gemeinsam mit dem größeren Modell RT 250/2. Dank ihrer Robustheit, Wirtschaftlichkeit und guten Fahreigenschaften gehörte die RT 175 auf Anhieb zu den meistverkauften Maschinen; Mitte der 1950er-Jahre war jedes zweite Motorrad in der Klasse bis 175 cm³ eine DKW RT 175.

### Technik
Charakteristisch für den neu entwickelten Einzylinder-Zweitaktmotor mit DKW-Umkehrspülung und 174 cm³ Hubraum ist der flache Drehmomentverlauf über einen großen Drehzahlbereich. Der Motor ist mit Kupplung und Vierganggetriebe in einem geschlossenen Block zusammengefasst. Mit 62 mm Bohrung und 58 mm Hub ist er ein sogenannter Kurzhuber. – Dieselben Zylinderabmessungen hat das seitenwagentaugliche Zweizylinder-Modell RT 350, das zwar bereits ab 1953 auf Messen gezeigt wurde, aber nur 1955/56 im Programm war.
Weitere Merkmale der DKW RT 175 waren der geschlossene Kettenkasten, Teleskopgabel und eine Geradwegfederung des Hinterrades sowie der verkleidete Vergaser; die Verkleidung war so gestaltet, dass sich auch eine Ansauggeräuschdämpfung ergab. Hinten ist die Vollnabenbremse nur vorgetäuscht, denn die Hinterradbremse befindet sich noch seitlich im Kettenkasten. Serienmäßig hatte die RT 175 kein Bremslicht. Der Kraftstoffverbrauch betrug durchschnittlich 2,8 Liter auf 100 km. Die RT 175 beschleunigte in 4 Sekunden auf 40 km/h und in 13 Sekunden auf 75 km/h. Für den Anschluss eines Seitenwagens war die RT 175 nicht ausgelegt.
Im Herbst 1954 erhielt die RT 175 vierfach geschlitzte Zylinderkühlrippen, um thermisch bedingte Probleme abzumildern, und eine neue Teleskopgabel mit nach oben verlegten Gummibälgen bzw. Staubschutzmanschetten, wie sie auch beim Nachfolgemodell noch verwendet wurden.

### Motorsport
Bei der DMV-Zweitagefahrt, einer Geländeprüfung am 27. und 28. März 1954, zu der 215 Fahrer gestartet waren und 41 Gold- sowie 43 Silberplaketten vergeben wurden, gewannen Gerhard Bodmer und Udo Feser, beide aus Ingolstadt, eine goldene und eine silberne, jeweils in großer Ausführung. F. Willem aus Hambach an der Weinstraße gewann die kleine Ausführung der Silberplakette. Alle drei fuhren eine DKW RT 175 mit Geradeweghinterradfederung. Die ADAC-Dreitagefahrt vom 21. bis 23. Juni 1954 beendete die Auto Union mit den Fahrern Bodmer, Feser und Finkenzeller auf der RT 175 als eine der zwei besten Fabrikmannschaften. Im Bericht über die Fahrt wurde die einfache Hinterradfederung der DKW als „ein kleines Wunder an Ansprechfähigkeit“ hervorgehoben. Bei der Internationalen Österreichischen Alpenfahrt vom 11. bis 13. Juni gewann Bodmer eine Goldmedaille. Auch die 29. Internationale Sechstagefahrt vom 20. bis 25. September in Llandrindod Wells, in der 34 % aller Teilnehmer ausfielen, beendeten DKW-Fahrer erfolgreich, unter ihnen Gerhard Bodmer.

## DKW RT 175 S
Im September 1955 kam mit der RT 175 S das Nachfolgemodell auf den Markt. Dabei steht das S für „Schwingrahmen“ bzw. für die nun entsprechend dem damaligen allgemeinen Trend eingeführte Hinterradschwinge. Schwinggabel und Federbeine waren in Silentblöcken wartungsfrei gelagert und für Solo- und Soziusbetrieb einstellbar. Ein Gummianschlag verhinderte ein Durchschlagen der Schwinge bei großer Belastung oder schlechter Straßenoberfläche. Die Federbeine waren hydraulisch, die Teleskopgabel pneumatisch gedämpft.
Die DKW RT 175 S wurde auch äußerlich überarbeitet und wirkte mit dem auf 15 Liter vergrößerten Büffeltank und den beiden Seitenkästen links und rechts runder und gedrungener – die Gesamtlänge verkürzte sich aber nur um wenige Millimeter. Der Schwingsattel wurde durch ein Sitzkissen für den Fahrer ersetzt, ein Soziussitzkissen oder eine durchgehende Sitzbank waren auf Wunsch erhältlich. Die Hinterradbremse wurde nun als echte Vollnabenbremse mit vergrößerter Bremsfläche ausgeführt.
Der Motor blieb in seiner Leistung von 9,6 PS (7,1 kW) nahezu unverändert, denn die Auto Union konzentrierte sich bei der Weiterentwicklung des Motors vor allem auf Ausdauer und Robustheit. So wurde die Schmierung der Kurbelwellenlager verbessert. Der neue Stachelrippenzylinder sollte die thermische Belastbarkeit weiter erhöhen. Sein typisches Aussehen mit den zahlreichen seitlich versetzten Einschnitten in den Kühlrippen führte zur scherzhaften Bezeichnung „Stachelschweinzylinder“ – auch in der Fachpresse. Die Stachelrippen dienten nicht zur Vergrößerung der Kühlfläche, sondern sollten die Wärmedehnung des Zylinders weniger behindern als durchgehende Kühlrippen. Dadurch wurde die Gefahr von Kolbenfressern und -klemmern verringert und das Motorrad galt fortan als vollgasfest. In der Werbung hob die Auto Union die Mischeinrichtung der RT 175 S für das Motoröl im Tank hervor, die die an Tankstellen übliche Mischkanne entbehrlich mache. Der Tankwart oder Fahrer füllte zunächst Öl in den Tankstutzen ein und anschließend Benzin. Allerdings war auch hier auf das richtige Mischungsverhältnis von 1 : 25 zu achten.
Schon vor dem Verkaufsstart gewann die bundesdeutsche Nationalmannschaft auf drei RT 175 S die Trophy bei der 30. Internationalen Sechstagefahrt, seinerzeit die inoffizielle Weltmeisterschaft im Motorrad-Geländesport. Die RT 175 S und ihr Nachfolgemodell, die RT 175 VS, wurden auch in olivgrüner Ausführung an die Bundeswehr geliefert.

## DKW RT 175 VS

### DKW RT 175 VS Serienversion
Nur ein Jahr später, im Herbst 1956, brachte die Auto Union die RT 175 VS heraus, bei der auch das Vorderrad mit einer Schwinge gefedert ist. Die Bezeichnung VS steht für Vollschwinge. Scheinwerfer und Lenker waren bei dem VS-Modell verkleidet; auch die Form des Tachometers wurde geändert. Der Tachometer war breiter und nicht mehr kreisrund, sondern segmentförmig, unten leicht gewölbt. Ansonsten stimmte die RT 175 VS bis auf kleine Details mit der RT 175 S überein. So wurde etwa der Regler der Lichtmaschine in den Batterieseitenkasten verlegt, um ihn vor Überhitzung zu schützen.
Als die DKW RT 175 VS auf den Markt kam, war in Deutschland der Motorradmarkt bereits eingebrochen, denn durch den wirtschaftlichen Aufschwung konnten immer mehr Menschen auf das Auto umsteigen. Am 1. Oktober 1958 verkaufte deshalb die Auto Union die gesamte Motorradfertigung an die Victoria AG in Nürnberg, die als Zweirad-Union Restbestände der DKW RT 175 VS auch noch im Jahr 1959 vertrieb. Noch Im März 1960 wurde für 1640 DM im Produktionsprogramm der Zweirad-Union eine DKW RT 175 mit Telegabel genannt.

### DKW RT 175 VS Bundeswehr

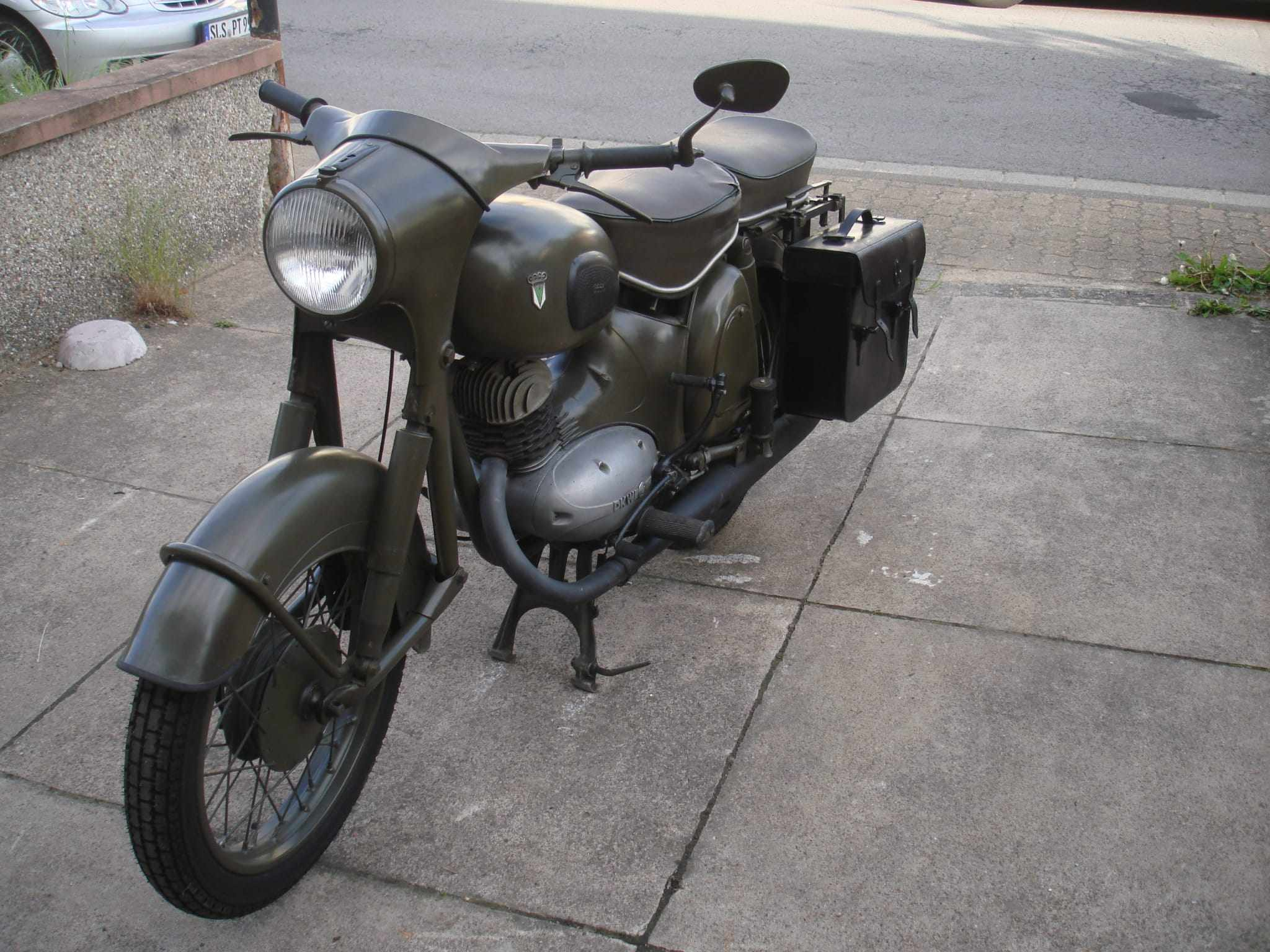
DKW RT 175 VS der Bundeswehr mit Vergaserverkeidung und Packtasche

Mit Aufstellung der Bundeswehr ab 1955 enthielt das Ausstattungskonzept des Heeres mit Radfahrzeugen auch Krafträder (Krad). Anders als in der Wehrmacht sollten diese Fahrzeuge jedoch nicht Infanteristen (Krad-Schützen) beweglich machen, sondern im Verbindungs-, Melder- und Verkehrsleitdienst eingesetzt werden. Schwere Motorräder mit Beiwagen wurden deshalb nicht benötigt. Da die vom Bundesgrenzschutz übernommene Anfangsausstattung nicht ausreichte, wurden ab 1956 neben BDG-250-SL-Triumph-Motorrädern auch 6500 Motorräder des Typs DKW RT 175 VS beschafft. Diese Maschinen entsprachen weitgehendst der handelsüblichen Serienversion, allerdings waren Lackierung und Sitzbelederung olivgrün. Das Motorrad bewährte sich als Straßenmaschine aber nicht für den Einsatz in der Truppe im Gelände und wurde ab 1960 durch die speziell für die Bundeswehr entwickelte Maico 250 B als geländefähiges Motorrad abgelöst.

## Technische Daten

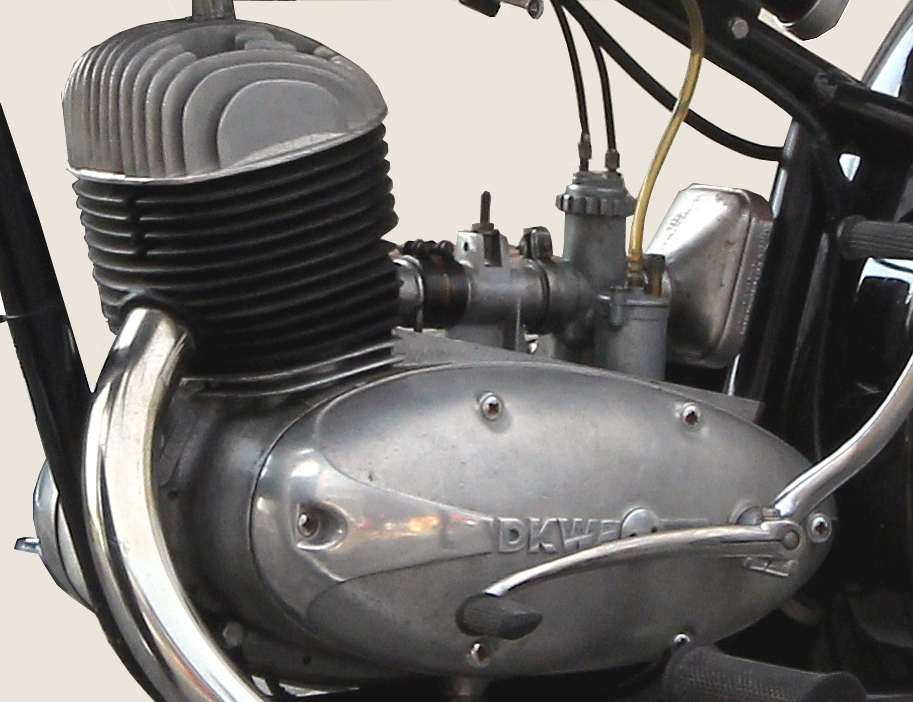
Motor der RT 175, Vergaserverkleidung abgenommen

| Baujahre               | Okt. 1953 bis Sept. 1955                                                | Sept. 1955 bis Sept. 1956                                               | Sept. 1956 bis Juli 1958                                                |                                   |                                   |
| Motor                  | fahrtwindgekühlter Einzylinder-Zweitaktmotor, Kickstarter               | fahrtwindgekühlter Einzylinder-Zweitaktmotor, Kickstarter               | fahrtwindgekühlter Einzylinder-Zweitaktmotor, Kickstarter               |                                   |                                   |
| Steuerung              | Schlitzsteuerung                                                        | Schlitzsteuerung                                                        | Schlitzsteuerung                                                        |                                   |                                   |
| Ladungswechsel         | Umkehrspülung                                                           | Umkehrspülung                                                           | Umkehrspülung                                                           | Umkehrspülung                     | Umkehrspülung                     |
| Bohrung × Hub          | 62 × 58 mm                                                              | 62 × 58 mm                                                              | 62 × 58 mm                                                              |                                   |                                   |
| Hubraum                | 174 cm³                                                                 | 174 cm³                                                                 | 174 cm³                                                                 |                                   |                                   |
| Verdichtungsverhältnis | 6,1–6,3 : 1                                                             | 6,1–6,3 : 1                                                             | 6,1–6,3 : 1                                                             |                                   |                                   |
| Nennleistung           | 9,5 PS (7 kW) bei 5000/min                                              | 9,6 PS (7,1 kW) bei 5000/min                                            | 9,6 PS (7,1 kW) bei 5000/min                                            |                                   |                                   |
| max. Drehmoment        | 1,4 kpm (13,7 Nm) bei 3600/min                                          | 1,47 kpm (14,4 Nm) bei 3600/min                                         | 1,47 kpm (14,4 Nm) bei 3600/min                                         |                                   |                                   |
| Gemischaufbereitung    | Bing-Schrägdüsen-Vergaser                                               | Bing-Schrägdüsen-Vergaser                                               | Bing-Schrägdüsen-Vergaser                                               | Bing-Schrägdüsen-Vergaser         | Bing-Schrägdüsen-Vergaser         |
| Schmierung             | Zweitaktgemisch 1 : 25                                                  | Zweitaktgemisch 1 : 25                                                  | Zweitaktgemisch 1 : 25                                                  | Zweitaktgemisch 1 : 25            | Zweitaktgemisch 1 : 25            |
| Zündung                | Batteriezündung, kontaktgesteuert                                       | Batteriezündung, kontaktgesteuert                                       | Batteriezündung, kontaktgesteuert                                       | Batteriezündung, kontaktgesteuert | Batteriezündung, kontaktgesteuert |
| Lichtmaschine          | 6 V – 45/60 W                                                           | 6 V – 45/60 W                                                           | 6 V – 45/60 W                                                           | 6 V – 45/60 W                     | 6 V – 45/60 W                     |
| Bordspannung           | 6 V                                                                     | 6 V                                                                     | 6 V                                                                     | 6 V                               | 6 V                               |
| Kupplung               | Mehrscheibenkupplung im Ölbad, Primärantrieb durch Zweifach-Hülsenkette | Mehrscheibenkupplung im Ölbad, Primärantrieb durch Zweifach-Hülsenkette | Mehrscheibenkupplung im Ölbad, Primärantrieb durch Zweifach-Hülsenkette |                                   |                                   |
| Getriebe               | 4-Gang mit Fußschaltung                                                 | 4-Gang mit Fußschaltung                                                 | 4-Gang mit Fußschaltung                                                 |                                   |                                   |
| Endantrieb             | Rollenkette                                                             | Rollenkette                                                             | Rollenkette                                                             |                                   |                                   |
| Rahmen                 | geschlossener Stahlrohrrahmen                                           | geschlossener Stahlrohrrahmen                                           | geschlossener Stahlrohrrahmen                                           |                                   |                                   |
| Maße (L × B × H)       | 2000 × 935 × 660 mm                                                     | 1975 × 950 × 660 mm                                                     | 1975 × 955 × 660 mm                                                     |                                   |                                   |
| Radstand               | 1280 mm                                                                 | 1278 mm                                                                 | 1278 mm                                                                 |                                   |                                   |
| Sitzhöhe               | 750 mm                                                                  | 725 mm                                                                  | 725 mm                                                                  |                                   |                                   |
| Radaufhängung vorn     | Teleskopgabel, pneumatisch gedämpft, 140 mm Federweg                    | Teleskopgabel, pneumatisch gedämpft, 140 mm Federweg                    | geschobene Langarmschwinge, 140 mm Federweg                             |                                   |                                   |
| Radaufhängung hinten   | Teleskop-Geradwegfederung, 85 mm Federweg                               | Langarmschwinge, 95 mm Federweg                                         | Langarmschwinge, 95 mm Federweg                                         |                                   |                                   |
| Bereifung vorn         | 3,00–19″                                                                | 3,00–18″                                                                | 3,00–18″                                                                |                                   |                                   |
| Bereifung hinten       | 3,00–19″                                                                | 3,00–18″                                                                | 3,00–18″                                                                |                                   |                                   |
| Bremse vorn            | Vollnabenbremse, Ø 150 mm                                               | Vollnabenbremse, Ø 150 mm                                               | Vollnabenbremse, Ø 150 mm                                               |                                   |                                   |
| Bremse hinten          | Vollnabenbremse, Ø 150 mm                                               | Vollnabenbremse, Ø 150 mm                                               | Vollnabenbremse, Ø 150 mm                                               |                                   |                                   |
| Leergewicht            | 117 kg                                                                  | 130 kg                                                                  | 130 kg                                                                  |                                   |                                   |
| zul. Gesamtgewicht     | 270 kg                                                                  | 280 kg                                                                  | 280 kg                                                                  |                                   |                                   |
| Tankinhalt             | 13 l (Reserve: 2 l)                                                     | 15 l (Reserve 2,5 l)                                                    | 15 l (Reserve 2,6 l)                                                    |                                   |                                   |
| Höchstgeschwindigkeit  | 94 km/h                                                                 | 95 km/h                                                                 | 95 km/h                                                                 |                                   |                                   |
| Stückzahl              | 40.500                                                                  | 13.645                                                                  | 15.010                                                                  |                                   |                                   |
| Verkaufspreis          | 1420–1475 DM                                                            | 1475–1525 DM                                                            | 1525–1575 DM                                                            |                                   |                                   |